# Pjatёrka za leto
Pjatёrka za leto (Пятёрка за лето) è un film del 1974 diretto da Leonid Pavlovič Makaryčev.

## Trama
Due ragazzi soggiornano nel campo dei pionieri: il timido e silenzioso Tolja Eremeev e il duro e assetato di potere Saša Burcov. E si scopre che per le buone azioni di Tolja, tutta la gloria è sempre andata a Saša. Invece di Eremeev, che ha lavorato meglio durante la Festa del Lavoro, è stato premiato Burcov, mentre Saša stava per essere premiato al posto di Tolja, per la cattura del rapinatore di telefoni automatici.